# Самойлов Броніслав Олегович
Броніслав Олегович Самойлов (біл. Браніслаў Алегавіч Самойлаў; нар. 25 травня 1985 року, Толочин, Вітебська область) — білоруський професійний шосейний велогонщик, який виступав у 2014—2017 роках року за професійну команду континентальної серії CCC-Sprandi-Polkowice. З 2018 року виступає за професійну команду континентальної серії Мінськ (велосипедний клуб). Чемпіон Білорусії в індивідуальній та груповій гонках. Учасник Олімпійських ігор 2012 року в Лондоні. Майстер спорту міжнародного класу.

## Життєпис
Броніслав Самойлов народився у місто Толочин Вітебської області. Він — випускник місцевої велошколи, яку продовжує підтримувати, ставши професійним спортсменом. Будучи юним гонщиком, неодноразово травмувався, а також переніс менінгіт, після якого лікарі не радили продовжувати кар'єру велогонщика. Однак за рік, що поступово збільшуються тренувань, спортсмен відновив форму, знову почав показувати високі результати і був зарахований до національної збірної Білорусі.
Своє місто представляє на національному чемпіонаті.

## Кар'єра
Броніслав входив до складу професійних команд Acqua & Sapone-Caffè Mokambo (2007—2008), Amica Chips–Knauf (2009), Quick-Step Floors (2009—2010) і Movistar Team (2011—2012). У 2007 році став чемпіоном Білорусі в груповій гонці, але найбільшого успіху досяг у гонках з роздільним стартів, де володіє трьома національними чемпіонськими титулами: 2009, 2010 та 2012 років. У 2014 році почав виступ на треку, миттєво завоювавши дві золоті медалі чемпіонату Білорусі: у командній та груповій гонці.

## Досягнення

### Чемпіонати
| Змагання           | Змагання | 2007 | 2008 | 2009 | 2010 | 2011 | 2012 | 2013 | 2014 | 2015 | 2016 |
| ------------------ | -------- | ---- | ---- | ---- | ---- | ---- | ---- | ---- | ---- | ---- | ---- |
| Олімпійські ігри   | RR       |      | —    |      |      |      | 78   |      |      |      | —    |
| Чемпіонат світу    | TTT      | —    | —    | —    | —    | —    | —    | 13   | 18   | —    | 13   |
| Чемпіонат світу    | ITT      | —    | —    | —    | —    | —    | —    | —    | —    | —    | 45   |
| Чемпіонат Білорусі | ITT      | 2    | 4    | 1    | 1    | —    | 1    | 3    | 3    | 2    | 2    |
| Чемпіонат Білорусі | RR       | 1    | —    | —    | —    | 3    | 6    | 5    | 7    | 5    | 3    |

## Результати
2004
1-й — Льєж — Бастонь — Льєж U23
Chieti–Casalincontrado–Blockhaus
1-й на этапе 5 — Giro delle Regioni
2-й — Кубок Чуффенни
5-й — Гран-прі Каподарко
2005
1-й  Чемпіонат Білорусі серед юніорів в індивідуальній гонці
1-й — Трофей Франко Балестра
1-й — Вольта Льєйди
1-й на этапах 1, 2(ITT) и 5
1-й — Гран-прі Гардоне-Валь-Тромпія
1-й на этапе 4 и 5 — Тур Валле-д'Аоста
1-й — Золоті колеса
3-й — Трофей Спортивних Бріг
9-й — Чемпіонат Європи серед юніорів
2006
1-й  Чемпіонат Білорусі серед юніорів в індивідуальній гонці
2007
1-й  Чемпіонат Білорусі в груповій гонці
2-й Чемпіонат Білорусі в індивідуальній гонці
3-й — Тур Лаціо
6-й — Чемпіонат Європи серед юніорів
2008
1-й на етапі 5 — Тиждень Ломбардії
2009
1-й  Чемпіонат Білорусі в індивідуальній гонці
3-й — Тур Австрії
2010
1-й  Чемпіонат Білорусі в індивідуальній гонці
2011
3-й — Чемпіонат Білорусі в груповій гонці
2012
1-й  Чемпіонат Білорусі в індивідуальній гонці
2013
1-й на етапі 3 — Tour of Malopolska
1-й — Тур Рибас
1-й на етапі 2
2-й — Race Horizon Park
3-й — Чемпіонат Білорусі в індивідуальній гонці
2014
1-й на етапі 2 и 3а(ITT) — Тур Сібіу
3-й — Чемпіонат Білорусі в індивідуальній гонці
2015
2-й — Чемпіонат Білорусі в індивідуальній гонці
2016
2-й — Чемпіонат Білорусі в індивідуальній гонці
3-й — Чемпіонат Білорусі в груповій гонці
2017
1-й на етапі 1b(TTT) — Settimana Internazionale di Coppi e Bartali

### Гранд Тури
| Гранд-Тур00000 00000 000 | 2007 | 2008 | 2009 | 2010 | 2011 | 2012 | 2013 | 2014 | 2015 | 2016 | 2017 |
| Джиро д'Італія           | 22   | —    | —    | 39   | 46   | 43   | —    | —    | 48   | —    | 112  |
| Тур де Франс             | —    | —    | —    | —    | —    | —    | —    | —    | —    | —    | —    |
| Вуельта Іспанії          | —    | —    | —    | DNF  | —    | —    | —    | —    | —    | —    | —    |

| - Джиро д'Італія - Участь:45 - 2007: 22 - 2010: 39 - 2011: 46 - 2012: 43 - 2015: 48 - 2017: 112 | - Тур де Франс - Участь:0 | - Вуельта Іспанії - Участь:1 - 2010: сходження на етапі 8 |